# Mesosa hirsuta albihirsuta
Mesosa hirsuta albihirsuta es una subespecie de escarabajo longicornio del género Mesosa, categorizada en la tribu Mesosini, de la subfamilia Lamiinae. Fue descrita por Kusama & Takakuwa en 1984.

## Descripción
Mide 12-18 mm de longitud.

## Distribución
Se distribuye por Japón.